# Luke Chadwick
Luke Harry Chadwick (født 18. november 1980 i Cambridge, England) er en tidligere engelsk fodboldspiller. Hans favoritposition var på den højre side af midtbanen, men han kunne også operere på venstrekanten eller bagved de to forreste midtbanespillere. Han har gennem karrieren spillet for blandt andet Manchester United, West Ham og Stoke City.